# Efecto dominó (álbum)
Efecto dominó es el segundo álbum de estudio del cantante mexicano Chetes.

## Lista de canciones
Todos los temas compuestos por Chetes excepto donde indica:
1. Efecto dominó
2. Fuera de lugar
3. Querer
4. Quédate
5. La primera vez
6. Destino (Chetes, Ken Coomer, Charlie Brocco)
7. Canción optimista
8. Sobrenatural
9. Blues del Diablo
10. Ahora
11. Cómo lo siento

## Personal
- Chetes: Voz, guitarra acústica, guitarra barítono, guitarra de nylon, guitarra eléctrica, guitarra resonator, optigan, harpiscordio, banjo en "La primera vez", arreglo de cuerdas en "Ahora", piano de juguete, stylophone, rhodes, mellotron, piano

- Ken Coomer: producción, batería excepto en "Sobrenatural" y "Blues del Diablo", percusiones, glockenspiel en "Quedate", Walkie Talkie Radio en "La primera vez"

- Fred Eltringham: Batería en "Sobrenatural" y "Blues del Diablo"

- Peter Stround: Guitarra eléctrica, guitarra de nylon en "Querer"

- Audly Freed: Guitarra eléctrica

- Tim Marks: bajo

- Rami Yaffee: órgano, piano, wurlitzer, harmonium, cuerdas chamberlin en "Destino", vibráfono en "Como lo Siento"

- Chris Carmichel: chelo

- Keith Gattis: pedal steel

- Scotty Huff: trompeta, flugelhomy y silbido en "La primera vez"

- Sarah Hays: coros en "Blues del Diablo"

- Charlie Bronco: producción, coros en "Blues del Diablo"

- Datos: Q5347198